# Futbol'nyj Klub Kuban' 2011-2012
Questa voce raccoglie le informazioni riguardanti il Futbol'nyj Klub Kuban' nelle competizioni ufficiali della stagione 2011-2012.

## Stagione
Finì in sesta posizione la prima parte del campionato, concludendo all'ottavo posto la seconda fase.
In Coppa fu eliminato subito dalla Dinamo Brjansk, perdendo fuori casa ai supplementari.

## Rosa
| N. |                           | Ruolo | Calciatore        |
| -- | ------------------------- | ----- | ----------------- |
| 1  | Russia (bandiera)         | P     | Aleksandr Belenov |
| 33 | Russia (bandiera)         | P     | Bogdan Karjukin   |
| 23 | Moldavia (bandiera)       | P     | Stanislav Namașco |
| 2  | Moldavia (bandiera)       | D     | Igor Armaș        |
| 5  | Russia (bandiera)         | D     | Sergej Bendz      |
|    | Russia (bandiera)         | D     | Anton Rogočij     |
|    | Russia (bandiera)         | D     | Aleksej Kozlov    |
|    | Russia (bandiera)         | D     | Roman Bugayev     |
|    | Spagna (bandiera)         | D     | Ángel Dealbert    |
|    | Brasile (bandiera)        | D     | Zelão             |
|    | Bielorussia (bandiera)    | C     | Maksim Žavnerčik  |
|    | Russia (bandiera)         | C     | Vladislav Kulik   |
|    | Russia (bandiera)         | C     | Anton Sosnin      |
|    | Costa d'Avorio (bandiera) | D     | Igor Lolo         |
|    | Russia (bandiera)         | A     | Il'ja Maksimov    |

| N. |                       | Ruolo | Calciatore               |
| -- | --------------------- | ----- | ------------------------ |
| 40 | Romania (bandiera)    | C     | Dacian Varga             |
| 8  | Russia (bandiera)     | C     | Artur Tlisov             |
| 9  | Russia (bandiera)     | C     | Nikolaj Jur'evič Žiljaev |
| 17 | Russia (bandiera)     | C     | Artjom Fidler            |
| 37 | Russia (bandiera)     | C     | Michail Komkov           |
|    | Russia (bandiera)     | C     | Aleksej Ionov            |
|    | Russia (bandiera)     | C     | David Tsorayev           |
|    | Armenia (bandiera)    | C     | Davit' Manoyan           |
|    | Armenia (bandiera)    | A     | Marcos Pizzelli          |
|    | Romania (bandiera)    | A     | Daniel Niculae           |
|    | Romania (bandiera)    | A     | Gheorghe Bucur           |
|    | Russia (bandiera)     | A     | Sergej Davydov           |
|    | Costa Rica (bandiera) | A     | Marco Ureña              |
|    | Senegal (bandiera)    | A     | Ibrahima Baldé           |
|    | Armenia (bandiera)    | A     | Aras Özbiliz             |

## Risultati

### Campionato

#### Stagione regolare
| Krasnodar 13 marzo 2011 1ª giornata | Kuban' | 0 – 2 referto | Rubin | Stadio Kuban' |

| Tomsk 20 marzo 2011 2ª giornata | Tom' Tomsk | 0 – 1 referto | Kuban' | Trud Stadium |

| Krasnodar 2 aprile 2011 3ª giornata | Kuban' | 3 – 1 referto | Spartak Mosca | Stadio Kuban' |

| Chimki 9 aprile 2011 4ª giornata | Dinamo Mosca | 1 – 0 referto | Kuban' | Arena Chimki |

| Krasnodar 16 aprile 2011 5ª giornata | Kuban' | 2 – 0 referto | Rostov | Stadio Kuban' |

| Nižnij Novgorod 23 aprile 2011 6ª giornata | Volga Nižnij Novgorod | 0 – 1 referto | Kuban' | Stadio Lokomotiv |

| Mosca 30 aprile 2011 7ª giornata | Lokomotiv Mosca | 2 – 1 referto | Kuban' | Stadio Lokomotiv |

| Krasnodar 7 maggio 2011 8ª giornata | Kuban' | 2 – 1 referto | Terek Groznyj | Stadio Kuban' |

| Machačkala 14 maggio 2011 9ª giornata | Anži | 0 – 0 referto | Kuban' | Stadio Dinamo |

| Krasnodar 20 maggio 2011 10ª giornata | Kuban' | 1 – 1 referto | Spartak-Nal'čik | Stadio Kuban' |

| Chimki 29 maggio 2011 11ª giornata | CSKA Mosca | 1 – 1 referto | Kuban' | Arena Chimki |

| Krasnodar 10 giugno 2011 12ª giornata | Kuban' | 3 – 2 referto | Amkar Perm' | Stadio Kuban' |

| Samara 14 giugno 2011 13ª giornata | Kryl'ja Sovetov Samara | 1 – 0 referto | Kuban' | Stadio Metallurg (Samara) |

| Krasnodar 18 giugno 2011 14ª giornata | Kuban' | 0 – 1 referto | Krasnodar | Stadio Kuban' |

| San Pietroburgo 22 giugno 2011 15ª giornata | Zenit San Pietroburgo | 1 – 0 referto | Kuban' | Stadio Petrovskij |

| Kazan' 26 giugno 2011 16ª giornata | Rubin | 0 – 2 referto | Kuban' | Stadio Centrale di Kazan' |

| Krasnodar 23 luglio 2011 17ª giornata | Kuban' | 1 – 3 referto | Tom' Tomsk | Stadio Kuban' |

| Mosca 30 luglio 2011 18ª giornata | Spartak Mosca | 1 – 1 referto | Kuban' | Stadio Lužniki |

| Krasnodar 6 agosto 2011 19ª giornata | Kuban' | 3 – 1 referto | Dinamo Mosca | Stadio Kuban' |

| Rostov sul Don 13 agosto 2011 20ª giornata | Rostov | 1 – 2 referto | Kuban' | Stadio Olimp-2 |

| Krasnodar 21 agosto 2011 21ª giornata | Kuban' | 5 – 0 referto | Volga Nižnij Novgorod | Stadio Kuban' |

| Krasnodar 28 agosto 2011 22ª giornata | Kuban' | 0 – 1 referto | Lokomotiv Mosca | Stadio Kuban' |

| Groznyj 12 settembre 2011 23ª giornata | Terek Groznyj | 1 – 2 referto | Kuban' | Achmat-Arena |

| Krasnodar 18 settembre 2011 24ª giornata | Kuban' | 1 – 0 referto | Anži | Stadio Kuban' |

| Nal'čik 25 settembre 2011 25ª giornata | Spartak-Nal'čik | 0 – 1 referto | Kuban' | Respublikanskij stadion Spartak |

| Krasnodar 2 ottobre 2011 26ª giornata | Kuban' | 0 – 0 referto | CSKA Mosca | Stadio Kuban' |

| Perm' 16 ottobre 2011 27ª giornata | Amkar Perm' | 3 – 1 referto | Kuban' | Stadio Zvezda |

| Krasnodar 22 ottobre 2011 28ª giornata | Kuban' | 1 – 1 referto | Kryl'ja Sovetov Samara | Stadio Kuban' |

| Krasnodar 29 ottobre 2011 29ª giornata | Krasnodar | 0 – 2 referto | Kuban' | Stadio Kuban' |

| Krasnodar 6 novembre 2011 30ª giornata | Kuban' | 1 – 1 referto | Zenit San Pietroburgo | Stadio Kuban' |

#### Poule campionato
| Chimki 20 novembre 2011 31ª giornata | Dinamo Mosca | 2 – 1 referto | Kuban' | Arena Chimki |

| Krasnodar 26 novembre 2011 32ª giornata | Kuban' | 1 – 1 referto | Spartak Mosca | Stadio Kuban' |

| Mosca 3 marzo 2012 33ª giornata | Lokomotiv Mosca | 2 – 1 referto | Kuban' | Stadio Lokomotiv |

| San Pietroburgo 11 marzo 2012 34ª giornata | Zenit San Pietroburgo | 1 – 0 referto | Kuban' | Stadio Petrovskij |

| Krasnodar 18 marzo 2012 35ª giornata | Kuban' | 1 – 0 referto | Rubin | Stadio Kuban' |

| Machačkala 24 marzo 2012 36ª giornata | Anži | 2 – 0 referto | Kuban' | Stadio Dinamo |

| Krasnodar 31 marzo 2012 37ª giornata | Kuban' | 1 – 1 referto | CSKA Mosca | Stadio Kuban' |

| Mosca 8 aprile 2012 38ª giornata | Spartak Mosca | 2 – 0 referto | Kuban' | Stadio Lužniki |

| Krasnodar 14 aprile 2012 39ª giornata | Kuban' | 1 – 1 referto | Lokomotiv Mosca | Stadio Kuban' |

| Krasnodar 21 aprile 2012 40ª giornata | Kuban' | 2 – 2 referto | Zenit San Pietroburgo | Stadio Kuban' |

| Kazan' 28 aprile 2012 41ª giornata | Rubin | 1 – 1 referto | Kuban' | Stadio Centrale di Kazan' |

| Krasnodar 2 maggio 2012 42ª giornata | Kuban' | 2 – 2 referto | Anži | Stadio Kuban' |

| Chimki 8 maggio 2012 43ª giornata | CSKA Mosca | 0 – 0 referto | Kuban' | Arena Chimki |

| Krasnodar 13 maggio 2012 44ª giornata | Kuban' | 1 – 1 referto | Dinamo Mosca | Stadio Kuban' |

### Coppa di Russia
| Brjansk 17 luglio 2011 Sedicesimi di finale | Dinamo Brjansk | 3 – 1 referto | Kuban' | Stadio Dinamo |